# Anstisia vitellina
Az Anstisia vitellina a kétéltűek (Amphibia) osztályának békák (Anura) rendjébe, a Myobatrachidae családba, azon belül a Geocrinia nembe tartozó faj.

## Előfordulása
Ausztrália endemikus faja. Nyugat-Ausztrália állam legnyugatibb részén, a Leeuwin-Naturaliste gerinctől keletre, egy mindössze 6,3 km² es területen honos.

## Megjelenése
Kis termetű békafaj, testhossza elérheti a 25 mm-t. Háta barna vagy világosszürke, hosszanti fekete foltokkal. Hasa élénk narancssárga.  A karok és lábak alsó felülete rózsaszín-fehér, barna pöttyökkel. Pupillája vízszintes elhelyezkedésű, a szivárványhártya sötétbarna. Ujjai között nincs úszóhártya, ujjai végén nincsenek korongok.

## Életmódja
A tél végétől nyárig szaporodik. A nőstény kis csomókban rakja le a petéket szárazföldön, növényzettel takart nedves tőzegtalajba, patakok közelében. Az ebihalak testhossza elérheti a 2 cm-t, barna színűek, fémes, élénk kék foltokkal. Soha nem úsznak a vízben, ehelyett a feltört zselében fejlődnek, és kizárólag saját szikanyaggal táplálkoznak. Körülbelül három hónap alatt fejlődnek békává.

## Természetvédelmi helyzete
A vörös lista a sebezhető fajok között tartja nyilván. Több védett területen is megtalálható.
Mindössze hat populációja ismert. A Spearwood North és South populációjára 1992 és 1998 között, a Geo Ck-ra pedig 1993 és 1994 között állnak rendelkezésre populációbecslések. A párzó hímek becsült száma a három helyszínen körülbelül 30 és 160 egyed között változott. A Spearwoodban a populációk mérete a felmérési időszak alatt változott, és egyik helyen sem volt nyilvánvaló oka a csökkenésnek vagy a növekedésnek. 1994-ben a faj felnőtt egyedeinek maximális összlétszámát 2230 békára becsülték.
Nem ismeretes, hogy bármelyik populáció is kihalt volna, azonban az 1997-ben erdőtűzben leégett populációkat állapotuk felmérése érdekében jelenleg megfigyelés alatt tartják. Mind a hat ismert populáció állami tulajdonú erdőkben vagy természetvédelmi területeken fordul elő, és nem fenyegeti őket közvetlen veszély a fakitermelés vagy erdőirtás miatt. Az Anstisia vitellina fajt fenyegető potenciális veszélyek közé tartozik a nem megfelelő tűzvédelem és az elvadult házi sertések, azonban a faj egyetlen ismert populációjában sem volt bizonyíték sertések által okozott károsodásra.
A faj elterjedési területének egy részén tűzvédelmi övezetet hoztak létre, amely a földrajzi elterjedési terület mintegy felét fedi le, és a kifejlett békaállomány mintegy 80%-át tartalmazza. Az elterjedési terület fennmaradó részén nyolcéves ciklusban, tavaszra korlátozódó tüzelőanyag-csökkentő égetést tartanak. Fontos azonban, hogy a telepítés óta a tűzvédelmi zóna 85%-a különböző mértékben leégett egy 1997-es erdőtűzben (egy szomszédos tömbben végzett tüzelőanyag-csökkentő égetésből kitört tűz miatt).
Mivel a populációk között nagy genetikai különbségek vannak, a genetikai változatosság hosszú távú fenntartása érdekében sok populációt kell megőrizni. A sok kis populáció fenntartása hatékony módja annak, hogy megakadályozzuk a faj egészének allélvesztését, és valószínűleg hatékonyabb, mint a kisebb számú nagy populáció megőrzése, feltéve, hogy a kis populációk nem pusztulnak ki, ami az egyedi genetikai változatok elvesztését eredményezné. A Ansistria vitellina valószínű biogeográfiai története azt sugallja, hogy a földrajzi elterjedési terület csökkenése és bővülése természetes jelenség lehet, és fontos szerepet játszik a faj evolúciójában. Ezért, ha az evolúciós folyamatokat fenn akarjuk tartani, akkor hosszú távon alkalmazkodni kell az elterjedési terület változásaihoz. Ahhoz, hogy az elterjedési terület bővülése megvalósulhasson, rendelkezésre kell állniuk a még nem elfoglalt mocsaraknak, és megfelelő átjáróknak kell lenniük az élőhelyek között, amelyeken keresztül a békák vándorolni tudnak. A természetvédelmi aggodalom elsősorban a faj korlátozott elterjedési területéből adódik.